# Línea R12 (Transportes de Murcia)
La línea R12 de Transportes de Murcia une Los Garres con la Plaza de Castilla, en el centro de Murcia.

## Horario
|                    | Laborables | Sábados | Domingos y festivos |
| ------------------ | ---------- | ------- | ------------------- |
| Primera expedición | 7:00       | 7:00    | 8:00                |
| Frecuencia         | 60 min     | 60 min  | 60 min              |
| Última expedición  | 20:00      | 20:00   | 20:00               |

## Recorrido y paradas

### Sentido Plaza de Castilla
| N.º  | Parada                        | Conexión     | Notas |
| ---- | ----------------------------- | ------------ | ----- |
| 9218 | Camino de Los Garres 1        |              |       |
| 9230 | Esquina Carril de los Valeras |              |       |
| 9231 | Cervecería                    |              |       |
| 9219 | Carril de los Garres          |              |       |
| 9232 | Duplex                        |              |       |
| 9220 | Centro Social Cordillera      |              |       |
| 9244 | Huerto Alix III               |              |       |
| 9245 | Huerto Alix II                |              |       |
| 9246 | Huerto Alix I                 |              |       |
| 9177 | Esquina Centro Social Infante | C3           |       |
| 9178 | Centro Salud Infante          | C3           |       |
| 9046 | Pío Baroja                    | C2 R17 R80   |       |
| 9133 | San Carlos, n.º 5             | R80          |       |
| 9155 | Pío Baroja (Párraga)          | R80          |       |
| 9134 | Palacio de Justicia           | R17 R80      |       |
| 9135 | Plaza Cruz Roja               | R17 R80      |       |
| 9019 | Glorieta de España            | C1 C3 C5 R17 |       |
| 9020 | Malecón (Parking)             | C1 C3        |       |
| 9021 | Juan de la Cierva, 5          | C1 C3        |       |
| 9022 | Plaza San Agustín             | C1 C3 R14    |       |
| 9023 | Jardín de la Seda (frente)    | C1 C3        |       |
| 9024 | San Antón, 24                 | C1 C3        |       |

### Sentido Ermita del Rosario
| N.º  | Parada                                 | Conexión    | Notas |
| ---- | -------------------------------------- | ----------- | ----- |
| 9036 | San Antón, 29                          | C2 C4       |       |
| 9165 | Jardín de la Seda                      | C2 C4       |       |
| 9037 | San Andrés (Farmacia)                  | C2 C4       |       |
| 9038 | Juan de la Cierva, 6                   | C2 C4       |       |
| 9164 | Malecón                                | C2 C4       |       |
| 9163 | Glorieta de España (frente)            | R14 R20 R80 |       |
| 9156 | Plaza Cruz Roja (Jardín)               | R20 R80     |       |
| 9157 | Palacio de Justicia (frente)           | R20 R80     |       |
| 9158 | Pío Baroja (frente Párraga)            | R80         |       |
| 9159 | San Carlos (frente n.º 5)              | R80         |       |
| 9143 | Pabellón Infante                       | C1 R80      |       |
| 9179 | Centro Salud Infante (frente)          | C4          |       |
| 9180 | Esquina Centro Social Infante (frente) | C4          |       |
| 9247 | Huerto Alix I                          |             |       |
| 9248 | Huerto Alix II                         |             |       |
| 9249 | Huerto Alix III                        |             |       |
| 9227 | Farmacia                               |             |       |
| 9235 | Duplex (frente)                        |             |       |
| 9228 | Carril de Los Garres 1                 |             |       |
| 9236 | Carpintería Metálica                   |             |       |
| 9237 | Esquina Carril de los Valeras (frente) |             |       |
| 9229 | Camino de Los Garres 1 (V)             |             |       |

- Datos: Q56641429